# Slithallet
Der Slithallet (norwegisch für Schindereisteigung) ist ein vereister Steilhang im ostantarktischen Königin-Maud-Land. Er liegt zwischen der Mayrkette und dem Berg Risemedet in der Gjelsvikfjella.
Erste Luftaufnahmen vom Steilhang entstanden bei der Deutschen Antarktischen Expedition 1938/39 unter der Leitung des Polarforschers Alfred Ritscher. Norwegische Kartografen, welche ihn auch benannten, nahmen anhand von Luftaufnahmen und Vermessungen der Norwegisch-Britisch-Schwedischen Antarktisexpedition (1949–1952) eine Kartierung vor.